# Országos Honvédelmi Bizottmány
Az Országos Honvédelmi Bizottmány (röviden Honvédelmi Bizottmány, vagy OHB), az 1848–49-es szabadságharc idején, 1848. október 2. és 1849. április 14. között a magyarországi végrehajtó hatalom legfőbb testülete (kormánya) volt.

## Története
A Batthyány-kormány lemondása – szeptember 11. – után az ország végrehajtó hatalom nélkül maradt. A Batthyány által alakított új kormány elismerését az uralkodó kezdetben halogatta, majd október 3-án végleg megtagadta.
Ezt a helyzetet a képviselőház – Kossuth Lajos javaslatára – úgy oldotta meg, hogy szeptember 16-án egy vele együtt hattagú bizottmány létrehozásáról szavazott, amelynek feladata a kormány ügyeit egyedül intéző Batthyány és a ház közötti közvetítés segítése volt. 

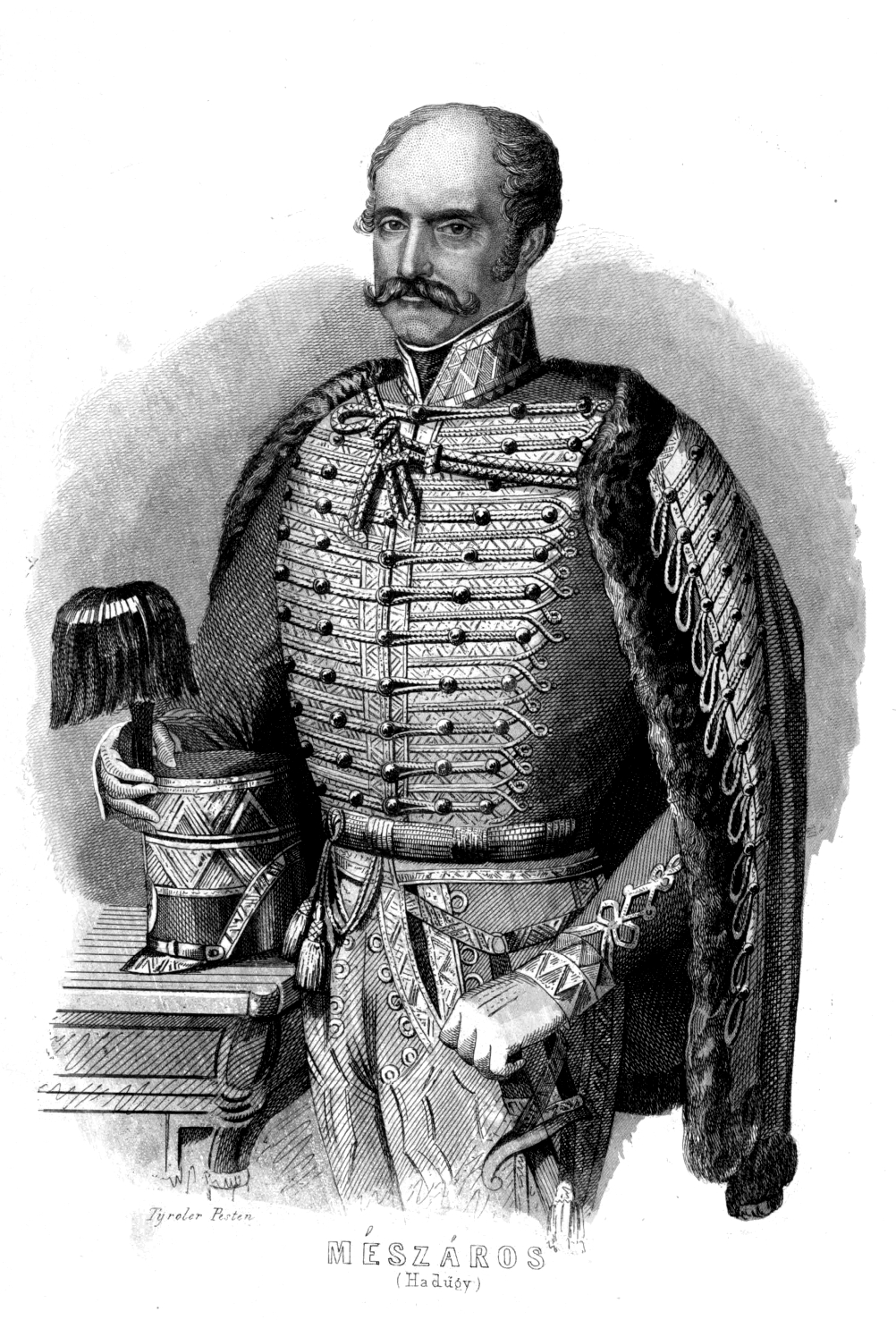
Mészáros Lázár hadügyminiszter

Pázmándy Dénes javaslatára a bizottmányba október 1-jén beválasztottak két, akkor még hivatalban lévő minisztert is: Szemere Bertalant (belügy) és Mészáros Lázárt (hadügy). Ugyanezen a napon szavazta tagjai közé Somssich Pongrácot is az OHB, majd október 3-án, Batthyány lemondásának másnapján a liberális nemesség és a radikális baloldal átmeneti szövetségét kifejezendő szintén taggá választották a felsőház négy tagját: báró Perényi Zsigmondot, báró Jósika Miklóst, gróf Esterházy Mihályt és Pázmándy Dénest, a felsőház elnökét.
Batthyány másodszori lemondásával október 2-án az OHB tényleges kormányszervvé vált. Ezt megerősítendő, 1848. október 8-án az országgyűlés közleményt adott ki, mely szerint addig amíg a király által kinevezendő új kormány össze nem ül „mindazon hatalommal, mellyel az ország kormányának bírnia kell” az Országos Honvédelmi Bizottmányt ruházza fel. Mivel új kormány királyi jóváhagyására az adott viszonyok között nem volt remény, ezzel az Országos Honvédelmi Bizottmány a kormányt helyettesítő tartós intézménnyé vált.
A Honvédelmi Bizottmány elnöke számos kulcsfontosságú döntést terjesztett az országgyűlés elé. Kossuth ezzel az eljárással azt akarta bizonyítani, hogy a parlament hozza a döntéseket, s a Honvédelmi Bizottmány csupán végrehajtja azokat. A valóságban azonban csak olyan politikai döntések születhettek, amelyeket ő kezdeményezett a Honvédelmi Bizottmányra támaszkodva. Ez az államirányítási rendszer gyakorlatilag teljhatalmat biztosított Kossuth számára.
1848 novemberében Kossuth kísérletet tett az OHB formális kormánnyá való átalakítására, ám két kulcsfontosságú bizottmányi tag – Szemere és Nyáry – ellenállásán meghiúsult ezen törekvése. Annyi változás azonban bekövetkezett, hogy decembertől az egyes feladatköröket szétosztották a tagok között.
A Habsburg-ház trónfosztása és Kossuth kormányzó-elnökké választásával (1849. április 14.) az OHB működése véget ért. Ezek után nem volt jogi akadálya a Szemere-kormány megalakulásának (május 2.).

## A bizottmány tagjai
| Név                         | a bekerülés dátuma       | addigi tisztségei                                                      | párt           |
| --------------------------- | ------------------------ | ---------------------------------------------------------------------- | -------------- |
| Kossuth Lajos (elnök)       | 1848. szeptember 16.     | pénzügyminiszter a Batthyány-kormányban                                | Ellenzéki Párt |
| Nyáry Pál (helyettes elnök) | 1848. szeptember 16.     | képviselő, Pest megyei alispán                                         | Ellenzéki Párt |
| Madarász László             | 1848. szeptember 16.     | képviselő, a rendőri és postai osztály vezetője                        | Ellenzéki Párt |
| Pálffy János                | 1848. szeptember 16.     | pénzügyi államtitkár, a képviselőház első alelnöke                     | Ellenzéki Párt |
| Patay József                | 1848. szeptember 16.     | országgyűlési képviselő                                                | Ellenzéki Párt |
| Sembery Imre                | 1848. szeptember 16.     | országgyűlési képviselő                                                | Ellenzéki Párt |
| Szemere Bertalan            | 1848. október 1.         | belügyminiszter a Batthyány-kormányban                                 | Ellenzéki Párt |
| Mészáros Lázár              | 1848. október 1.         | hadügyminiszter a Batthyány-kormányban                                 | Békepárt       |
| Somssich Pongrác            | 1848. október 1.         | országgyűlési képviselő                                                | Ellenzéki Párt |
| Perényi Zsigmond            | 1848. október 3.         | felsőházi tag                                                          | Ellenzéki Párt |
| Jósika Miklós               | 1848. október 3.         | felsőházi tag                                                          | Ellenzéki Párt |
| Esterházy Mihály            | 1848. október 3.         | felsőházi tag                                                          | Ellenzéki Párt |
| Pázmándy Dénes              | 1848. október 3.         | felsőházi tag                                                          | Ellenzéki Párt |
| Pulszky Ferenc              | 1848. november 29. előtt | pénzügyi államtitkár, király személye körüli minisztérium államtitkára | Ellenzéki Párt |

A testület működésébe Kossuth javaslatára bevontak több államtitkárt is, ők azonban nem lettek az OHB tagjai.
| Név          | a bevonás dátuma | akkori tisztsége                                      | párt           |
| ------------ | ---------------- | ----------------------------------------------------- | -------------- |
| Kemény Dénes | 1848. október 3. | a Belügyminisztérium államtitkára                     | Ellenzéki Párt |
| Zoltán János | 1848. október 4. | a Belügyminisztérium államtitkára                     | Ellenzéki Párt |
| Szász Károly | 1848. október 5. | a Vallás- és Közoktatásügyi minisztérium államtitkára | Ellenzéki Párt |